# Пшезьдзенк-Малий
Пшезьдзенк-Малий (пол. Przeździęk Mały, нім. Klein Dankheim) — село в Польщі, у гміні Вельбарк Щиценського повіту Вармінсько-Мазурського воєводства.
Населення — 70 осіб (2011).

## Демографія
Демографічна структура станом на 31 березня 2011 року:
|          | Загалом | Допрацездатний вік | Працездатний вік | Постпрацездатний вік |
| -------- | ------- | ------------------ | ---------------- | -------------------- |
| Чоловіки | 39      | 3                  | 31               | 5                    |
| Жінки    | 31      | 4                  | 17               | 10                   |
| Разом    | 70      | 7                  | 48               | 15                   |